# Ретикулоцити
Ретикулоцити (від лат. reticulum — сіточка та грец. κύτος — клітина) — клітини-попередники еритроцитів в процесі гемопоезу, які становлять близько 1 % від усіх циркулюючих в крові еритроцитів. Також, як і еритроцити, не мають ядра, але містять залишки рибонуклеїнових кислот, мітохондрій та інших органел, втрачаючи які, трансформуються в зрілий еритроцит.
Залишкові органели видно при фарбуванні за Романовським — Гімзою і за допомогою метиленового синього.
У порівнянні з еритроцитами ретикулоцити мають більш короткий термін життя. В процесі еритропоезу вони формуються і дозрівають в  червоному кістковому мозку за 1-2 дня, після чого залишають його і ще 1-3 дні дозрівають в кровотоці.

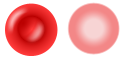
Еритроцити мають рожеве забарвлення з проясненням у центрі

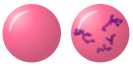
Ретикулоцити мають рожеве забарвлення з синюватим відтінком

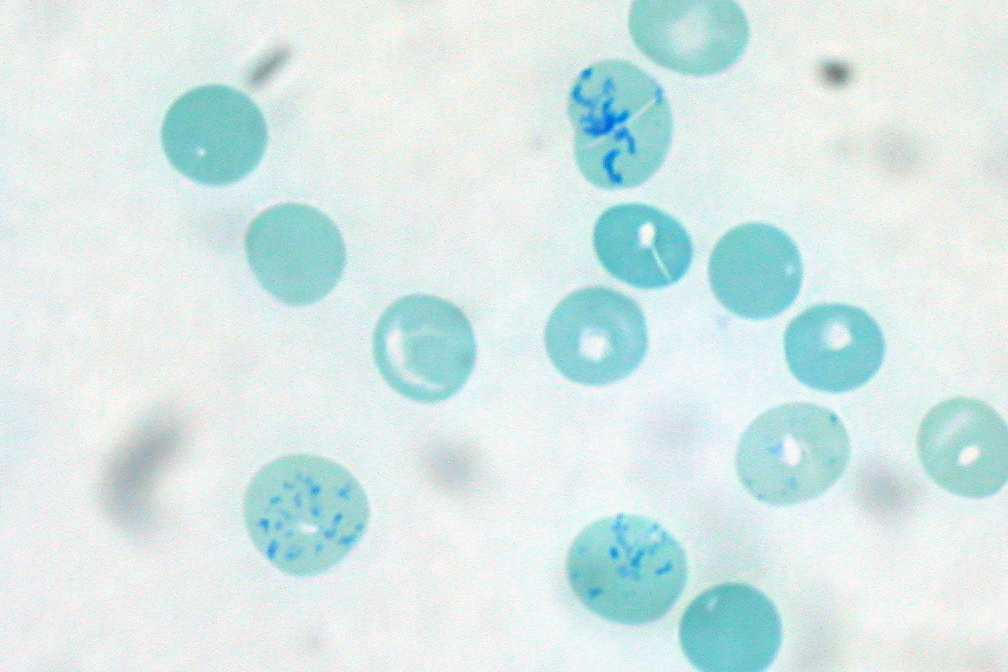
Мазок крові хворого гемолітичною анемією при supravital staining, виявляє зернисто-нитчату субстанцію (ретикулум) в молодих еритроцитах. Клітини з темно-синіми вкрапленнями або нитками в цитоплазмі — ретикулоцити

## Функції ретикулоцитів
Функції ретикулоцитів в цілому аналогічні функціям еритроцитів — вони також захоплюють і переносять по крові кисень і вуглекислий газ, але їх ефективність трохи нижче, ніж у зрілих еритроцитів.

## Стадії розвитку
При нестачі кисню в крові нирки виробляють і виділяють гормон-регулятор еритропоетин, який доставляється в червоний кістковий мозок і там викликає активний процес утворення ретикулоцитів, згодом перетворюються в еритроцити.
В ході розвитку еритроцита з родоначальника поступово зникає ядро і з'являється білок гемоглобін.

## Клініко-діагностичне значення
Для вимірювання кількості ретикулоцитів спеціальні автоматичні лічильники використовують поєднання лазерного збудження, детекторів та флуоресцентного фарбування, яке забарвлює ДНК і РНК в клітці. Серед клітин, що знаходяться в потоці крові, можна розрізнити ретикулоцити по випромінюваному сигналу. Цей сигнал не такий слабкий, як у еритроцитів, але в той же час не такий сильний, як у лімфоцитів.
При фарбуванні за Гімзою ретикулоцити виділяються трохи більш синюватим кольором. До того ж за об'ємом ретикулоцити в середньому більше еритроцитів.
У людини нормальна кількість ретикулоцитів в крові залежить від клінічного стану, але в середньому варіює від 0,5 % до 2 % у дорослих й від 2 % до 6 % у дітей. У новонародженого в перші дні виробляється велика кількість еритропоетина, і тому частка ретикулоцитів в крові у них може досягати 10 %. Згодом число ретикулоцитів нормалізується.
Високий процентний вміст ретикулоцитів у дорослих може бути ознакою анемії, хоча також залежить від стану кровотворних клітин кісткового мозку.
Обчислення індексу виробництва — важливий крок у розумінні того, чи буде кількість ретикулоцитів відповідати потребам організму. Досить часто це навіть більш важливе питання, ніж те, чи відповідає відсоткова частка межам норми. Наприклад, якщо людина хворіє на анемію, але частка ретикулоцитів дорівнює 1 %, то кістковий мозок, ймовірно, не зможе згенерувати достатню кількість клітин, здатних виправити недокрів'я.
Велика кількість і відсоток ретикулоцитів в крові часто спостерігаються при збільшенні вироблення червоних кров'яних клітин для подолання важкої втрати зрілих еритроцитів (наприклад, при гемолітичній анемії або крововтраті). Велика кількість ретикулоцитів (що перевищує норму) називається ретикулоцитозом.
Аномально низька кількість ретикулоцитів може бути викликано хіміотерапією, апластичною анемією,  мегалобластною анемією, злоякісними захворюваннями кісткового мозку, зниженим виробленням еритропоетину, дефіцитом заліза або фолієвої кислоти та іншими причинами.

## Дослідження
Ретикулоцити — цінний інструмент біологів для вивчення трансляції білка. Вони незвичайні завдяки тому, що містять все для трансляції білків, але не мають ядра. Через те що у ядрі клітини є багато компонентів, що ускладнюють дослідження трансляції, ретикулоцити дуже корисні. Вчені можуть зібрати еритроцити у таких ссавців, як кролики, витягти мРНК і транслювати ферменти для вивчення самої трансляції в пробірці. Це дозволяє краще контролювати умови, у яких синтезуються білки.